# Licht en Liefde

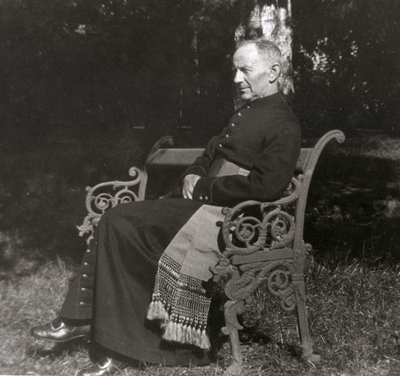
Kamiel Callewaert, president van het Brugse Groot Seminarie, nam in 1923 het initiatief om Licht en Liefde op te richten.

Blindenzorg Licht en Liefde is een vereniging zonder winstoogmerk, opgericht in 1923, die zich inzet voor blinden en slechtzienden in Vlaanderen en Brussel.

## Stichting
Tot het begin van de twintigste eeuw waren blinden hoofdzakelijk aangewezen op hulp van hun familie. Aan blinde kinderen werd aandacht besteed in gespecialiseerde onderwijsinstellingen, maar initiatieven voor volwassenen waren schaars. De Maatschappij tot Onderstand der Blinden (K.M.B.S.) bood sinds 1891 als eerste financiële steun en beroepsopleiding in de regio Antwerpen.
Na de Eerste Wereldoorlog ontstonden, op vijf jaar tijd, vier blindenzorgverenigingen in België. Dit was onder meer het gevolg van het aanzienlijk aantal blinden onder de oorlogsinvaliden. In 1919 werd La Lumière opgericht, in 1922 volgden de Ligue Braille en het Oeuvre Nationale des Aveugles. In 1923 kregen ze een Vlaamse tegenhanger: Blindenzorg Licht en Liefde. Het initiatief werd genomen door twee priester-leraars van de blindenschool Spermalie in Brugge, onder de leiding van de seminariepresident en historicus Kamiel Callewaert.

## Ontwikkeling (1923-1933)
Het eerste doel van Licht en Liefde was aan de oud-leerlingen van Spermalie braillelectuur en ondersteuning te bieden. Er werden vrijwilligers gevonden om boeken in braille over te schrijven, voor wat de eerste Vlaamse braillebibliotheek werd. Daarnaast werd een blindenbond uitgebouwd voor mensen met een visuele handicap in Vlaanderen en Brussel (VeBeS). Licht en Liefde groeide uit tot een algemene blindenzorgorganisatie, die zich bekommerde om vorming, tewerkstelling en ontspanning. De jaarlijkse verkoop van het blindenbloempje en de ontvangen giften verzekerden de werking. Alle medewerkers waren vrijwilligers.

## Uitbouw en professionalisering (1933-2000)
Vanaf 1933 kwamen bezoldigden in dienst en werden in Vlaanderen en Brussel regionale dienstencentra opgericht. In 1938 opende Licht en Liefde een tehuis voor blinden en slechtzienden in Antwerpen, dat uitgroeide tot de autonome organisatie De Markgrave. Vanaf 1948 werden maatschappelijk assistenten belast met de dienstverlening aan huis. Vanaf 1955 kwamen initiatieven tot stand zoals groteletterdruk, gesproken lectuur en 'low vision'-dienstverlening. Voor wie op latere leeftijd blind of slechtziend werd en behoefte had aan beroepsherscholing, werd in 1959 het herscholingscentrum Sint-Rafaël in Gent opgericht. 
In 1957 kwam in Brasschaat een vakantiehuis tot stand dat in 1969 verhuisde naar Varsenare en in 1979 werd omgebouwd tot dagcentrum. De hoofdzetel van Licht en Liefde verhuisde eveneens van de Jeruzalemstraat in Brugge naar Varsenare. 

## Lectuur voor blinden
In 1964 kreeg Licht en Liefde de Visser Neerlandiaprijs als waardering voor het boekdrukken voor blinden. Vanaf 1981 beschikte de vereniging over een elektronische brailleprinter, ontwikkeld aan de KU Leuven. De pc werd voor blinden en slechtzienden een revolutionair hulpmiddel en de vereniging nam het als een permanente en belangrijke taak op zich om de toegankelijkheid tot de elektronica te verbeteren.
De Vlaamse klank- en braillebibliotheek van Licht en Liefde is in 2008 gefuseerd met de openbare Vlaamse luister- en braillebibliotheek, onder de naam Luisterpuntbibliotheek.

## Inclusie en netwerkvorming (na 2000)
In de 21ste eeuw raakte de inclusiegedachte volledig ingeburgerd, waarbij men zich inspant om mensen met een beperking volwaardig deel te laten nemen aan het maatschappelijk leven. Licht en Liefde verzekert het essentiële deel van zijn werking dankzij vrijwilligers, onder wie veel blinden en slechtzienden. De expertise steunt op hun inbreng. De vereniging heeft een netwerk uitgebouwd, waar naast Blindenzorg Licht en Liefde, onder meer VeBeS, Huis 45 en Sint-Rafaël deel van uitmaken.
In 2008 werd een structureel samenwerkingsverband aangegaan met de Koninklijke Maatschappij voor Blinden en Slechtzienden (KMBS vzw). Zo ontstond het netwerk Licht en Liefde/KMBS dat initiatief nam voor drie nieuwe projecten:
- Het Vlaams Oogfonds steunt projecten ten voordele van blinden en slechtzienden met focus op samenwerking, vernieuwing, empowerment en extra solidariteit.
- De Vlaamse Ooglijn is een gegevensuitwisseling en voice over IP-netwerk waarbij internet ten voordele van blinden en slechtzienden in Vlaanderen wordt ingezet.
- Het Vlaams Oogpunt stimuleert samenwerking van organisaties en projecten die elkaar aanvullen en versterken.